# Hutnik Szczecin
Hutnik Szczecin – polski klub piłkarski z siedzibą w Szczecinie, założony w 1949 roku. W sezonie 2023/2024 występuje w klasie okręgowej (grupa zachodniopomorska II).

## Historia
Historia Hutnika Szczecin jest nierozerwalnie związana z historią huty, która znajdowała się na szczecińskim Stołczynie. Zakład specjalizował się w produkcji surówki żelaza dla potrzeb odlewni. Huta trafiła w polskie ręce 16 maja 1946 roku i została włączona do Gliwickich Zakładów Hutniczych. Cztery lata później funkcjonowała już jako samodzielny zakład produkcyjny. 
Przez lata huta przeszła szereg przemian własnościowych, najpierw z Przedsiębiorstwa Państwowego w jednoosobową spółkę Skarbu Państwa, by w 1996 roku stać się zakładem prywatnym. Osiem lat później właścicielem Huty Szczecin SA została firma Kronospan, a w 2008 roku zakład został poddany rozbiórce.
Już zaraz po wojnie w latach 1947-48 na terenie Stołczyna działał Zakładowy Klub Sportowy „Hutnik”. W wyniku reorganizacji sportu 1 kwietnia 1949 roku przy hucie na Stołcznie powstaje Koło Sportowe "Stal Huta", które należało do Zrzeszenia Sportowego "Stal".  Pierwszym Prezesem został Dyrektor Huty Pan Władysław Olbrycht, a trenerem Pan Józef Olbrycht.  
W 1961 roku Koło Sportowe przekształcone zostało w Klub Sportowy „Stal”.
W 1969 roku zmieniono nazwę klubu na Hutniczy Klub Sportowy „Hutnik”. Pod tą nazwą pomarańczowo – czarni święcili największe sukcesy w historii klubu. Drużyna dwukrotnie występowała w rozgrywkach III ligi i sięgała po regionalny Puchar Polski.
W 2000 roku po uzyskaniu sponsora tytularnego zmieniono nazwę klubu na Hutnik – Eko Tras, by ostatecznie w sierpniu 2009 roku przyjąć nazwę Osiedlowy Klub Sportowy „Hutnik” Szczecin.
W sezonie 2022/2023 zespół Hutnika po 15 latach gry w IV lidze zajął przedostatnie miejsce w tabeli, w wyniku którego spadł do "okręgówki".

## Występy ligowe[2]
- 1998/99 - IV liga, grupa Koszalin, Szczecin - 5. miejsce
- 1999/00 - IV liga, grupa Koszalin, Szczecin - 9. miejsce
- 2000/01 - IV liga, grupa zachodniopomorska - 3. miejsce
- 2001/02 - IV liga, grupa zachodniopomorska - 19. miejsce
- 2002/03 - Liga okręgowa, grupa Szczecin II - 12. miejsce
- 2003/04 - Klasa okręgowa, grupa Szczecin I - 2. miejsce
- 2004/05 - Klasa okręgowa, grupa Szczecin I - 1. miejsce
- 2005/06 - V liga, grupa Szczecin - 6. miejsce
- 2006/07 - V liga, grupa Szczecin - 11. miejsce
- 2007/08 - V liga, grupa Szczecin - 1. miejsce
- 2008/09 - IV liga, grupa zachodniopomorska - 10. miejsce
- 2009/10 - IV liga, grupa zachodniopomorska - 4. miejsce
- 2010/11 - IV liga, grupa zachodniopomorska - 9. miejsce
- 2011/12 - IV liga, grupa zachodniopomorska - 12. miejsce
- 2012/13 - IV liga, grupa zachodniopomorska - 4. miejsce
- 2013/14 - IV liga, grupa zachodniopomorska - 11. miejsce
- 2014/15 - IV liga, grupa zachodniopomorska - 7. miejsce
- 2015/16 - IV liga, grupa zachodniopomorska - 4. miejsce
- 2016/17 - IV liga, grupa zachodniopomorska - 4. miejsce
- 2017/18 - IV liga, grupa zachodniopomorska - 13. miejsce
- 2018/19 - IV liga, grupa zachodniopomorska - 11. miejsce
- 2019/20 - IV liga, grupa zachodniopomorska - 6. miejsce[3]
- 2020/21 - IV liga, grupa zachodniopomorska - 6. miejsce
- 2021/22 - IV liga, grupa zachodniopomorska - 9. miejsce
- 2022/23 - IV liga, grupa zachodniopomorska - 17. miejsce (spadek)
- 2023/24 - klasa okręgowa, grupa zachodniopomorska II - 13. miejsce
- 2024/25 - klasa okręgowa, grupa zachodniopomorska II - 10. miejsce

## Sukcesy
- Występy w III lidze: 1992/93, 1996/97
- Zdobywca Pucharu Polski Okręgu Szczecińskiego: 2009/10
- Zdobywca Pucharu Polski Woj. Zachodniopomorskiego: 2009/10

## Zawodnicy
W Hutniku występowali m.in.: Jacek Chyła, Sławomir Rafałowicz, Andrzej Tychowski, Jakub Żelazowski